# Monument in het Openluchttheater

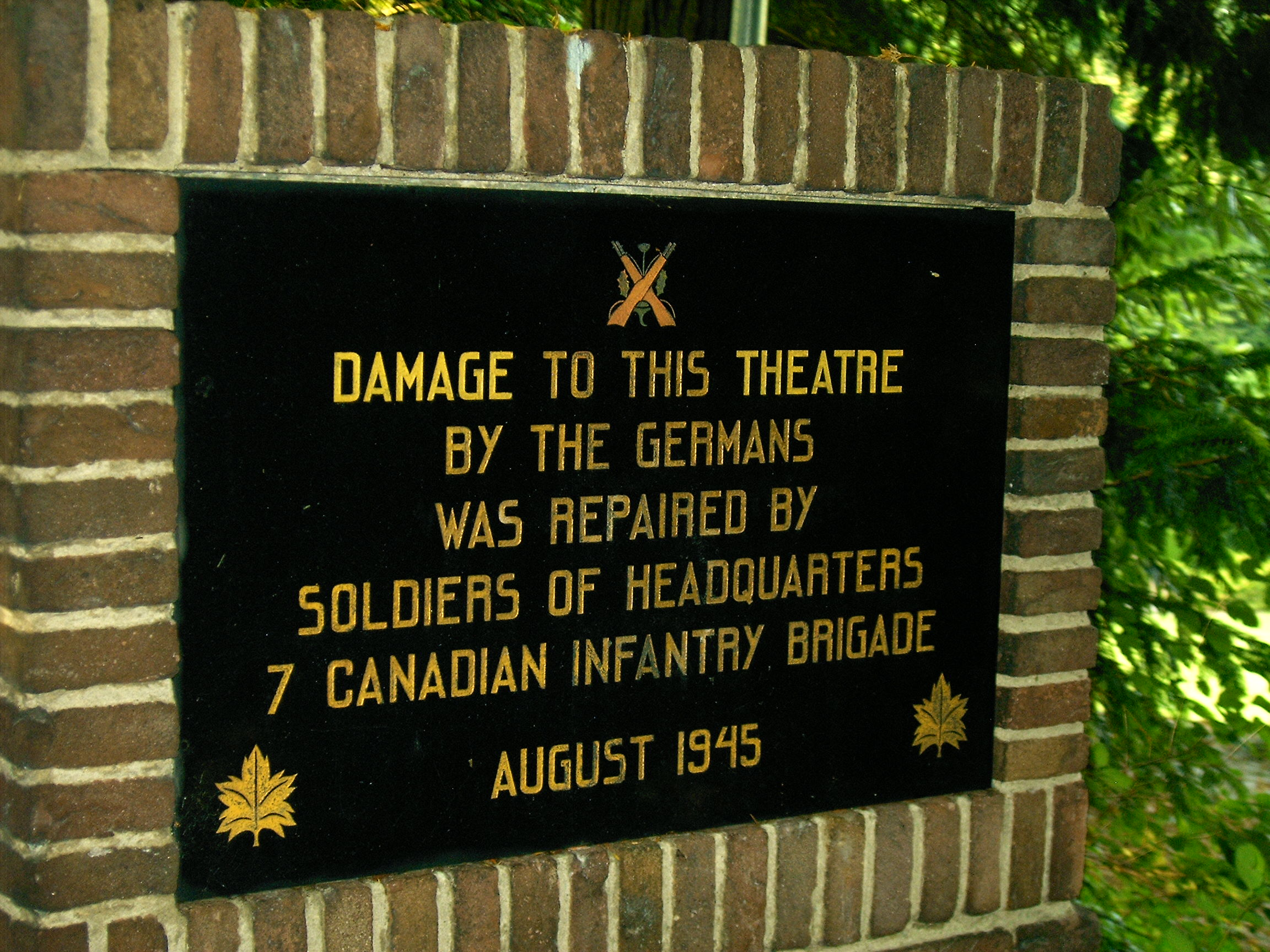
Het monument

Het monument in het Openluchttheater is neergezet in het openluchttheater in Ede door de Canadese soldaten, nadat ze de in de Tweede Wereldoorlog opgelopen schade aan het theater hadden hersteld.

## Beschrijving
Het monument is een stenen zuil met daarop een plaquette van natuursteen. Op de plaquette staat de volgende tekst: Damage to this theater by Germans was repaired by soldiers of headquarters 7 Canadian Infanty Brigade August 1945. De plaquette is 75 centimeter hoog en 50 centimeter breed. Het monument is geplaatst bij de oude ingang van het theater en is alleen te zien als het theater open is.

## Geschiedenis
Het monument is onthuld in november 1945 door de Canadese soldaten die gelegerd waren in Ede. De militairen werden, in afwachting van hun repatriatie, ingezet bij het herstel van oorlogsschade, en ook bij nieuwbouwprojecten (o.a. Mausoleum).